# Золотоухая кустарниковая иглохвостка
Золотоухая кустарниковая иглохвостка (лат. Synallaxis scutata) — вид воробьиных птиц из семейства печниковых. Выделяют два подвида. Распространены в Южной Америке.

## Описание
Золотоухая кустарниковая иглохвостка достигает длины 13—14 см и весит от 12 до 19 г. Половой диморфизм не выражен. У взрослых особей номинативного подвида широкая белая надбровная дуга, черноватая уздечка, нечёткая тёмно-коричневатая линия за глазом, кроющие уха и область скул охристого цвета. На лбу заметно черноватое пятно. Макушка и передняя часть спины серовато-коричневые, а остальная часть спины тёмно-рыжая. Надхвостье серовато-коричневое. Кроющие перья хвоста рыжеватые. Крылья в основном тёмно-рыжие с тёмно-коричневатыми малыми кроющими, первостепенные маховые перья с тёмно-коричневыми кончиками. Хвост рыжеватый; кончики перьев не имеют зазубрин, придающих им колючий вид. Горло белое с чёрным полумесяцем в нижней части. Грудь от розовато-коричневого до бледно-охристо-бурого цвета, которая становится более охристой к кроющим перьям подхвостья; брюхо бледнее и имеет белую середину. Радужная оболочка от тёмно-каштанового до красновато-коричневого или коричневато-бурого цвета. Надклювье чёрного или тёмно-серого цвета, подклювье серое или синевато-серое (иногда с тёмным кончиком). Ноги от зеленовато-серого до желтовато-оливкового цвета. Молодые особи имеют слабые тёмные отметины на груди. У подвида S. s. whitii верхняя часть тела однородного коричневого цвета без рыжеватых оттенков, крылья и хвост более тёмно-рыжие, лицо более охристое, чем у номинанта.
Песня представляет собой высокую серию нот «fweeet puh-wit», первая часть невнятная, вторая нота более низкая, чем первая и третья. Серия нот повторяется постоянно с интервалом в одну секунду.

## Биология
Золотоухая кустарниковая иглохвостка обитает в подлеске сухих тропических лесов и на опушках влажных тропических лесов. Встречается от уровня моря до высоты 1700 м над уровнем моря. Ведёт оседлый образ жизни. Питается в основном членистоногими; добывает пищу поодиночке, парами, иногда присоединяется к смешанным стаям. Большую часть добычи подбирает с земли.
Сезон размножения приходится на весну и лето Южного полушария, в некоторых регионах совпадает с сезоном дождей. Гнездо размещается на земле и представляет собой бесформенную груду из веток, корней и опавших листьев, длина которой вдвое превышает ширину, с горизонтальным тоннелем, ведущим к гнездовой камере с яйцами. В кладке 2—3 яйца. Биология размножения не описана.

## Подвиды и распространение
Выделяют два подвида:
- Synallaxis scutata scutata Sclater, 1859 – восточная и центральная Бразилия
- Synallaxis scutata whitii Sclater, 1881 – восток Боливии, юго-запад Бразилии и северо-запад Аргентины